# Juliana Catharina van Portugal (ca. 1607-1680)
Juliana Catharina van Portugal (Delft, ca. 1607 – 1680) was een van de dochters van Emilia van Nassau en Emanuel van Portugal.

## Jeugd
Juliana werd in Delft geboren in 1606 of in 1607. Er is weinig bekend over Juliana. Haar naam is mogelijk geïnspireerd op dat van Emilia’s halfzussen Louise Juliana en Catharina Belgica. Wel weet men dat zij van de stad Delft als pillegift een lijfrente ontving. Deze lijfrente bedroeg 240 gulden en werd jaarlijks uitgekeerd, een bedrag dat zij in twee delen kreeg uitbetaald.

### Delft
Juliana's ouders, Emilia en Emanuel, woonden in eerste instantie in Delft. In een huis aan de westkant van het Oude Delft. Dit huis staat tussen het Begijnhof en de Schoolsteeg. Ook schijnt Juliana met haar ouders in de Prinsenhof te hebben gewoond. Daar verzoenden zij zich met de stadhouder en tevens broer van Emilia, Maurits van Oranje. Tijdens de jeugd van Juliana heeft zij weinig contact gehad met haar vader, die veel op reis was.

### Wijchen
In 1609 kochten de ouders van Juliana een landgoed in Wijchen. Zij woonden daar vanaf omstreeks 1615.

## Volwassen leven

### Genève
Toen Juliana ongeveer 20 jaar oud was braken haar ouders over een aanbod van het Spaanse hof. Juliana is naar alle waarschijnlijkheid met haar moeder en haar zussen vertrokken naar Genève. Drie jaar later, in 1629, overleed Emilia en verlieten Juliana en vier van haar zussen Emilia Louise, Anna Louise, Eleonora Mauritia en Sabina Delphica Genève terug naar de Republiek.

### Delft
Juliana Catharina bleef ongehuwd en woonde met haar zusters in een gebouwencomplex in het Prinsenhof in Delft. Informatie over hoe zij haar dagen doorbracht in de hoofse kringen van het Huis van Afgevaardigden Oranje-Nassau is terug te vinden in het dagboek van de Friese stadhouder Willem Frederik van Nassau-Dietz. Daarin worden zij en haar zussen genoemd als de 'dames van Portugal'.
Ook blijkt uit onderzoek dat Juliana een uitgebreide boekencollectie had. Dit was relatief uniek in deze tijd, met name voor vrouwen.
Binnen deze verzamelingen zaten werken zoals: Quatre livres de l’amendement de vie, een handboek voor de verloskunde van Louyse Bourgeois,Observations diverses sur la stérilité perte de fruict foecondité accouchements et maladies des femmes et enfans nouveaux naix , de Histoire de Portugal van Jerónymo Osorio da Fonseca , een Franse vertaling van een plantenboek dat was geschreven door Rembert Dodoens Histoire des plantes en de Geslacht-boom der graven van Nassau van de hand van de Leidse boekverkoper Jan Jansz Orlers. Dit laat zien dat Juliana met name geïnteresseerd was naar haar familiegeschiedenis, zowel die van haar Portugese voorouders als van haar Nederlandse stamboom.

## Overlijden
Het geboortejaar van Juliana kan worden geschat doordat bekend is wanneer zij overleed en op welke leeftijd. Zij is overleden op 22 juni, 1680 op 73-jarige leeftijd.